# ルステラ
ルステラ（古代ギリシア語: Λύστρα / Lystra）は小アジアの南部、南ガラテヤ地方の町でイコニオムの南西40kmにあったルカオニヤ地方の町の名で、新約聖書の使徒言行録に登場する。文語訳・口語訳聖書はルステラ、新共同訳聖書はリストラとする。
現在のトルコ共和国・コンヤの南30km、ハトゥンサライ（Hatunsaray）という村から、北西1.5kmにある丘の遺跡がルステラであったと考えられている。ハトゥンサライの村には、ルステラに関する展示のある小さな博物館がある。

## 新約聖書
町は丘の上にあり、肥沃な平原に囲まれ、近くを小さな2本の川が流れていた。
パウロとバルナバは第1回伝道旅行の際に町を訪問した際に、パウロが足の不自由な人を癒してその人が歩き出すという奇跡を行った。これを見た町の人々は「神々が人となった」と叫び、パウロとバルナバをギリシャ神話のゼウスとヘルメースとして祀り上げようとし、町の外にあったゼウスの神殿の祭司が2人にいけにえを献げようとした。これに対してパウロは激怒し「皆さん、なぜ、こんなことをするのですか。わたしたちも、あなたがたと同じ人間にすぎません。」と言って人々にやめさせ、「あなたがたが、このような偶像を離れて、生ける神に立ち帰るように、わたしたちは福音を告げ知らせているのです。この神こそ、天と地と海と、そしてその中にあるすべてのものを造られた方です。」と説いて、イエス・キリストの福音を告げ知らせた（第14章）。
パウロらは第2次伝道旅行の時にもこの町を訪れ、この町の出身者であったテモテに割礼を受けさせて同伴者とした。第3回伝道旅行の際にはエペソに行く途中で訪れた。